# Власова, Ольга Анатольевна
Ольга Анатольевна Власова — главный тренер национальной команды Республики Беларусь по прыжкам на батуте, член Президиума Белорусской ассоциации гимнастики. Тренер олимпийского чемпиона Владислава Гончарова, тренер-преподаватель отделения прыжков на батуте СДЮШОР-1 в Витебске. В 2016 году Ольга Власова стала почётным гражданином города Витебска.

## Биография
Ольга Власова стала заниматься спортивной гимнастикой в Гродно у тренера Ирины Робертовны Барановской. Позже у этого же тренера стала заниматься прыжками на батуте. В 1993 году переехала из Гродно в Витебск по приглашению заслуженного тренера СССР Владимира Ильича Швальбо в возрасте 15 лет.
С 2002 года стала тренировать будущего олимпийского чемпиона Владислава Гончарова в СДЮСШОР № 2 после того, как он был отчислен из секции гимнастики — предыдущие тренеры посчитали, что у него недостаточно способностей для занятий спортом. Среди ее воспитанников, спортсмены — Антон Шайко, Никита Ильиных, Артем Смирнов, Евгений Ганкович, Себастьян Станкевич, Польна Шедько, Катя Ершова. В 2013 году на первенстве Мира воспитанники Ольги Власовой Артем Жук и Артем Смирнов, Антон Шайко и Никита Форменко завоевали золотые медали.
В 2016 году Катя Ершова и Полина Шедько стали мастерами спорта международного класса в возрасте 13 лет.
По состоянию на 2016 год — Ольга Власова работает старшим тренером-преподавателем Витебской специализированной детско-юношеской спортивной школы олимпийского резерва № 1.

## Награды и звания
- Медаль «За трудовые заслуги» (2014 год)
- Почётный гражданин города Витебска (2016 год)[3]
- Орден Отечества III степени (2016 год)[9]
- Лауреат премии «Человек Витебщины-2016»[10]
- Заслуженный тренер Республики Беларусь (2019 год)[11]
- Орден Отечества II степени (2022 год)[12]
- Орден Отечества I степени (2024 год)[13]